# Бок, Клаус Виктор
Ḁ
Клаус Виктор Бок (нем. Claus Victor Bock; 7 мая 1926, Гамбург — 5 января 2008, Амстердам) — немецкий литературовед, всю жизнь работавший в Великобритании и Нидерландах.
Семья Бока из-за еврейского происхождения в 1938 году бежала в Нидерланды, где его родители, чья работа была связана с продолжительными отъездами в Азию, поместили мальчика в школу-пансион в Оммене. Во время Второй мировой войны Бок скрывался от нацистов и с 1942 года нелегально (инсценировав самоубийство и таким образом выбыв из списков учёта населения) жил в Амстердаме, примкнув к кружку писателя Вольфганга Фроммеля, принадлежавшего прежде к окружению Стефана Георге: в этом кружке, который Фроммель назвал «Замок паломника» (лат. Castrum Peregrini), находилось убежище и для евреев. В дальнейшем об этом периоде своей жизни Бок опубликовал книгу воспоминаний «В подполье среди друзей» (нем. Untergetaucht unter Freunden; 1976).
После войны учился в Амстердамском и Манчестерском (у Роналда Пикока) университетах, защитил в Базеле под руководством Вальтера Мушга диссертацию по немецкой литературе «Квиринус Кульман как поэт» (нем. Quirinus Kuhlmann als Dichter; в 1957 г. издана как монография). С 1959 года преподавал германистику в Лондонском университете королевы Марии, с 1969 г. профессор Уэстфилдского колледжа (также в составе Лондонского университета). C 1965 года входил в совет Английского гётевского общества. Среди важнейших работ Бока — «Словарь-конкорданс поэзии Стефана Георге» (нем. Wort-Konkordanz zur Dichtung Stefan Georges; 1964); многие другие труды Бока также связаны с Георге и его окружением: так, Бок работал над подготовкой собрания сочинений Карла Вольфскеля, опубликовал дневниковые записи Клемента Харриса (в связи со стихотворением Георге, посвящённым памяти Харриса). Некоторые другие его работы собраны в книге «Визит в башню из слоновой кости» (нем. Besuch im Elfenbeinturm: Reden, Dokumente, Aufsätze; 1995). В целом Бок приобрёл репутацию одного из виднейших германистов Великобритании.
В 1984 году вышел на пенсию и вернулся в Амстердам, где на протяжении многих лет возглавлял основанный ещё Фроммелем Фонд «Castrum Peregrini» и выходившую при этом фонде одноимённую газету.
Девизом Бока были слова: «Пока мы читаем и пишем, с нами ничего не случится» (нем. Solange wir dichten und schreiben, geschieht uns nichts).